# Chalcolestes viridis
Chalcolestes viridis (Vander Linden, 1825) è una libellula della famiglia Lestidae (sottordine Zygoptera), diffusa in Europa.

## Descrizione

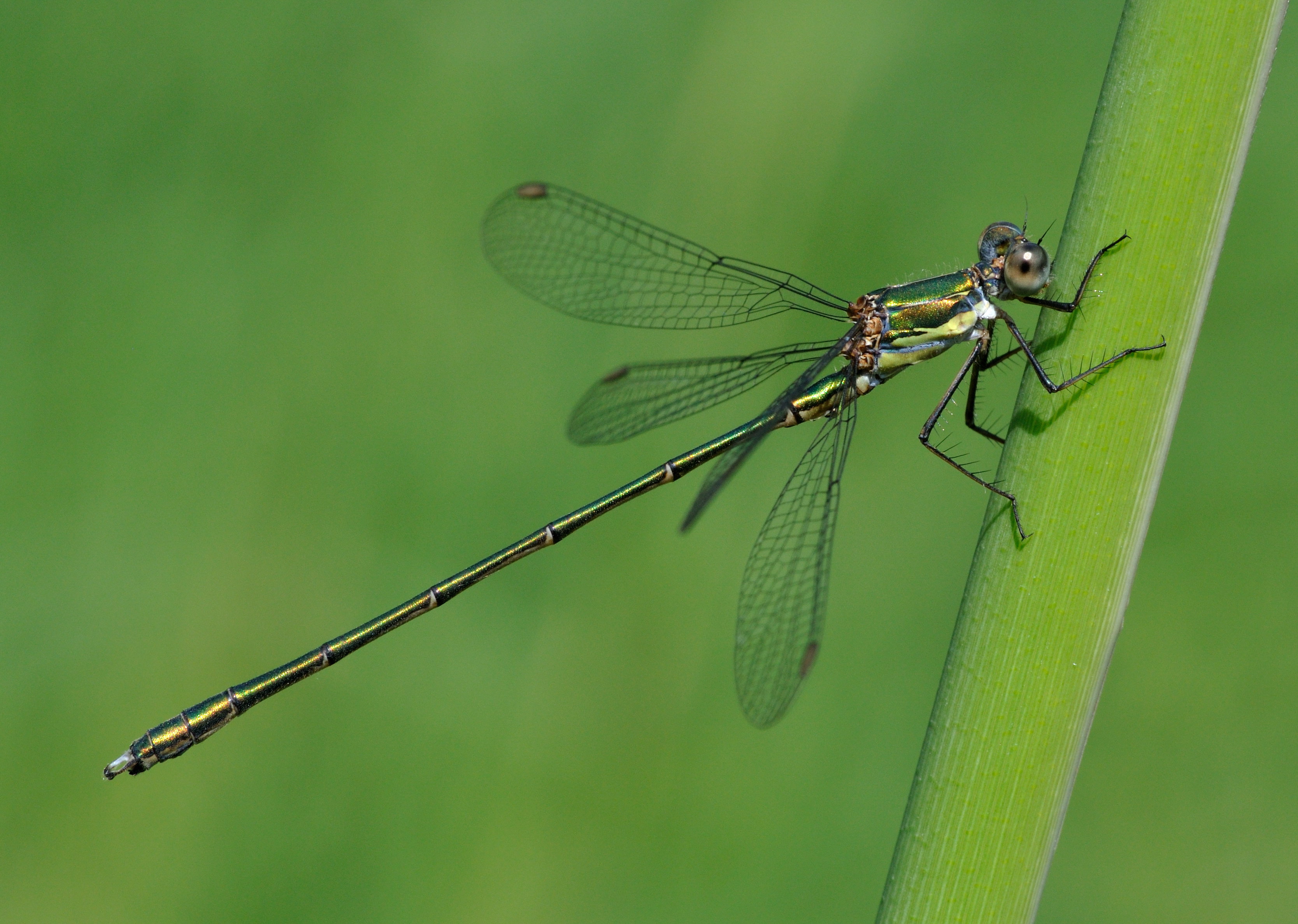
Maschio di C. viridis

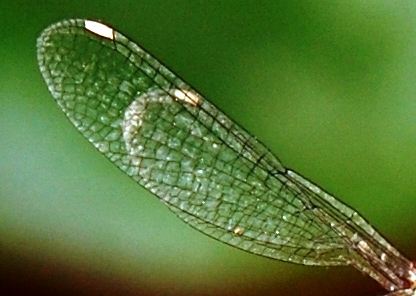
Dettaglio delle ali

### Adulto
È una libellula che raggiunge 42–47 mm di lunghezza nel maschio, 39–44 mm nella femmina.

Ha un torace di colore verde iridescente, con sottili strie gialle lateralmente, e un addome allungato, anch'esso di colore verde metallico.

Le ali a riposo sono tenute distanti dal corpo. Gli pterostigmi sono di colore beige, bordati di nero.
È molto simile alla congenere C. parvidens, da cui si differenzia per il colore dei cerci dell'ultimo segmento addominale del maschio, che hanno solo l'apice di colore nero in C. parvidens, mentre in C. viridis il nero risale anche lungo la parte esterna dei cerci.

## Biologia

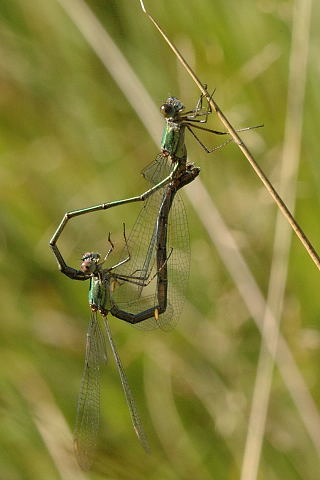
Accoppiamento

### Riproduzione

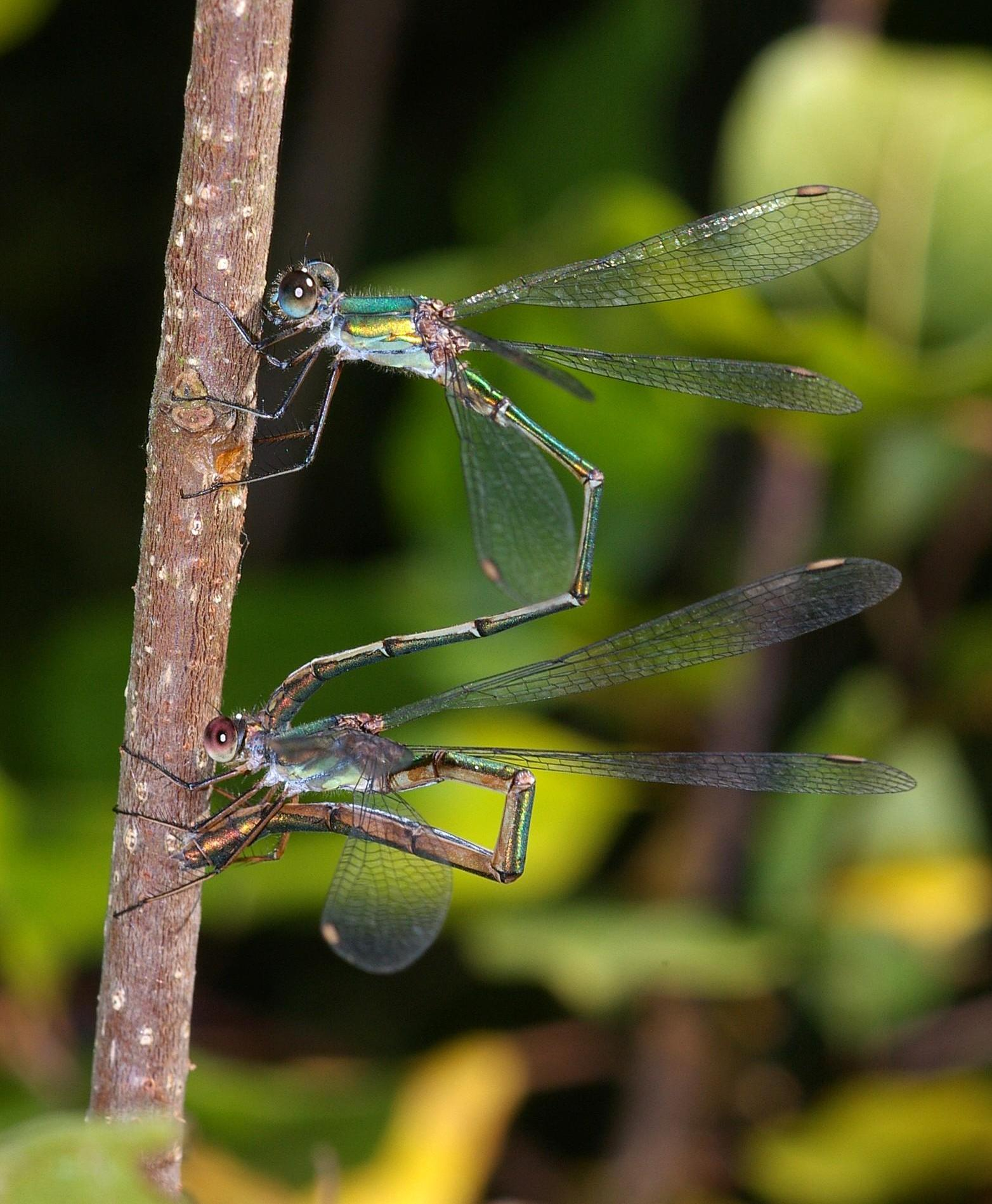
Ovodeposizione "in tandem"

I maschi maturi sono territoriali e difendono le postazioni dei cespugli e degli alberi vicino all'acqua, ove avviene l'accoppiamento. Questo avviene nella classica posizione "a ruota" degli odonati: il maschio dopo aver trasferito il proprio sperma dall'orifizio genitale, posto sul nono segmento addominale, ai genitali secondari, posti nei segmenti due e tre, afferra la femmina per la nuca, tramite le appendici terminali dell'ultimo segmento addominale, fino a che la femmina non curva la propria estremità addominale raggiungendo gli organi riproduttori del maschio, ricevendo così lo sperma. A fecondazione ultimata, il maschio si alza in volo continuando a trattenere la femmina per la nuca, stimolandola a depositare le uova (deposizione "in tandem"). A differenza della maggior parte degli Zigotteri, che depositano le uova nei tessuti di piante acquatiche vive o morte, la femmina di C. viridis depone le uova in incisioni della corteccia degli alberi che sovrastano gli specchi d'acqua (Salix spp, Alnus spp., Betula spp.). L'ovodeposizione può talora causare la formazione di galle nella corteccia.

Le uova si sviluppano rapidamente per alcune settimane, poi entrano in uno stadio di diapausa, superando in questo stadio l'inverno. In primavera le uova si schiudono e le larve cadono in acqua ove completano il loro sviluppo postembrionale. Gli adulti emergono dall'acqua dopo circa due mesi e necessitano ancora di qualche mese per il completamento dello sviluppo degli organi riproduttivi.

## Distribuzione e habitat
L. viridis è diffusa in Europa meridionale e centrale,  Nella parte orientale del bacino del Mediterraneo è vicariata da C. parvidens con aree di sovrapposizione tra gli areali delle due specie in Italia e nei Balcani.
Predilige le acque stagnanti di fossi, stagni, laghi e canali, nelle vicinanze di salici, ontani e betulle, che sono utilizzati per la riproduzione.